# Tar Mónika
Tar Mónika (Erdőszentgyörgy, 1979. augusztus 28. –) erdélyi magyar színésznő.

## Életpálya
1979-ben született Erdőszentgyörgyön, Maros megyében. A Szent György Elméleti Líceumban érettségizett, humán osztályban, majd 2001-ben diplomázott, a Babeș–Bolyai Tudományegyetem színművészeti szakának  magyar tagozatán, Kolozsváron. Ugyanettől az évtől kezdve a temesvári Csiky Gergely Állami Magyar Színház társulatának tagja. Tanulmányait magiszteri képzésen folytatta a temesvári egyetem zene és színház karán 2014-től 2016-ig. A színházi munka mellett a Temesvári Rádió magyar adásának külső munkatársa 2002 óta.

## Színházi szerepek
A Csiky Gergely Állami Magyar Színházban játszott szerepek:
Madame Sörma - Hans Christian Andersen nyomán: A Hókirálynő , Rendező: Traian Savinescu (2018)
•  Dr. Williams, Dolores - Patrick Ellsworth: Táncos a sötétben , Rendező: Kocsárdi Levente (2018)
•  Kis nő - Görgey Gábor: Wiener Walzer , Rendező: Szász Enikő (2017)
•  Játsszák: - Dysphoria show , Koncepció: Florin Fieroiu (2017)
•  Játsszák: - Molière nyomán: A Versailles-i rögtönzés avagy a Majmos ház , Rendező: Sardar Tagirovsky (2017)
•  Játsszák: - Shakespeare, Sonnet 66 , Rendező: Kokan Mladenović (2017)
•  Bába - Tuncer Cücenoğlu: Lavina , Rendező: Kedves Emőke (2016)
•  játsszák - Radu Afrim: A néző élete és halála felszínes és ártatlan történetekben elmesélve , Rendező: Radu Afrim (2016)
•  Jeanie Ryan - Gerome Ragni – James Rado – Galt MacDermot: Hair , Rendező: Puskás Zoltán (2015)
•  Játsszák - Kokan Mladenović-Góli Kornélia: Koldusopera , Rendező: Kokan Mladenović (2015)
•  Játsszák - Koprodukció a Temesvári Állami Német Színházzal: Moliendo Café , Rendező: Silviu Purcărete (2014)
•  Játsszák - John Milton Elveszett paradicsom c. műve alapján: Ég és Föld , Rendező: Döbrei Dénes,Varga Heni (2014)
•  Maureen - Nick Hornby nyomán: Fent a mélyben , Rendező: Kedves Emőke (2014)
•  Színész, politikus - Hajdu Szabolcs: Békeidő , A színészek ötleteinek és improvizációinak felhasználásával írta és rendezte: Hajdu Szabolcs (2013)
•  Nő IV - Elżbieta Chowaniec: Gardénia , Rendező: Koltai M. Gábor (2012)
•  Rendőr-kórus - Sławomir Mrożek: Rendőrség , Rendező: Hernyák György (2012)
•  Pásztorlány, Huhu - Henrik Ibsen: Peer Gynt , Koreográfus-rendező: Horváth Csaba (2012)
•  Kant asszony - Thomas Bernhard: Immanuel Kant , Rendező: Alexandru Colpacci (2011)
•  BEA, eladó egy kertészetben - Németh Ákos: Deviancia , Rendező: Németh Ákos (2011)
•  ... - Bolondos évszakok , Rendező: a Társulat (2011)
•  Cécile de Volanges - Andres Mariano Ortega - Erős Ervin - Kiss Csaba - Gyarmati Kata: Veszedelmes viszonyok , Rendező: Puskás Zoltán (2011)
•  Ánya - A. P. Csehov: Cseresznyéskert , Rendező: László Sándor (2010)
•  Tragédiajátszók - Tom Stoppard: Rosencrantz és Guildenstern halott , Rendező: Victor Ioan Frunză(2009)
•  Gráf Karolin - Egressy Zoltán: Június , Rendező: Victor Ioan Frunză (2009)
•  Vasorrú Bába - Grimm testvérek: Jancsi és Juliska , Rendező: Carmen Mărginean (2009)
•  ... - Amor omnia , Forgatókönyv és rendezés: Peter Pashov − Zheni Pashova (2009)
•  Matyikné Sívó Kitty, a neje - Tasnádi István: Titanic vízirevü , Rendező: Galambos Péter (2008)
•  Tarajos - Grimm testvérek: A brémai muzsikusok , Rendező: A Társulat (2008)
•  Fürdőslány - Ödön von Horváth: A férfiak nélküli falu , Rendező: Török Viola (2008)
•  Audrey - Howard Ashman - Alan Menken: Rémségek kicsiny boltja , Rendező: Vas-Zoltán Iván m.v.(2008)
•  Álombeli hölgy - Szép Ernő: Patika , Rendező: Patkó Éva m.v. (2007)
•  Leány 1 - Gyöngyharmat János , Rendező: Lábadi Éva m.v. (2007)
•  Réka, feleség - Szörényi Levente - Bródy János: István, a király , Rendező: Vas-Zoltán Iván (2007)
•  a Hal - Zalán Tibor: Gogol: a revizor azaz Gogol, a revizorr , Rendező: Szabó K. István (2007)
•  Elza, neje - Csiky Gergely: Ingyenélők , Rendező: Török Viola (2006)
•  Marcsa - Szirmai-Bakonyi-Gábor: Mágnás Miska , Rendező: Király István (2006)
•  ... - Heltai Jenő: Úri jog , Rendező: Dukász Péter (2005)
•  tudós - Christian Dietrich Grabbe: Don Juan & Faust , Rendező: Alexander Hausvater (2005)
•  ... - Nóti Károly - Pankl Tibor: Vakablak , Rendező: Demeter András (2005)
•  Bibe - Szép Ernő: Lila ákác , Rendező: Verebes István (2005)
•  Shirly Whitness - Salinger Richard: Az írás , Rendező: Salinger Richard (2005)
•  cselédlány - Heltai Jenő: Úri Menazséria , Rendező: Dukász Péter (2004)
•  Nonka - Maxim Gorkij-Csemer-Sicoe: A cigánytábor , Rendező: Beatrice Rancea (2004)
•  nyúl - Fodor Sándor: Csipike , Rendező: Lábadi Éva (2004)
•  ... - Molnár Ferenc: Café Molnár , Rendező: Demeter András (2004)
•  ... - Fazekas Mihály - Egyed Emese: Lúdas Matyi , Rendező: Lábadi Éva (2004)
•  ... - Matei Vişniec: A kommunizmus története elmebetegeknek , Rendező: Victor Ioan Frunză (2003)
•  ... - Szilágyi Domokos: Színek , Rendező: Vadas László (2003)
•  ... - Mese, mese, álom , Rendező: Lábadi Éva (2003)
•  ... - Illyés Gyula: Árgyélus királyfi és Tündérszép Ilona , Rendező: Lábadi Éva (2002)
•  ... - Edgar A. Poe: Az áruló szív , Rendező: Dukász Péter (2002)
•  ... - Joseph Stein - Jerry Bock - Sheldon Harnick: Hegedűs a háztetőn , Rendező: Vas Zoltán Iván(2002)
•  ... - Rejtő Jenő: A Repedt Gonghoz (Az egyiknek sikerül, a másiknak nem) , Rendező: Demeter András (2001)
•  ... - Rejtő Jenő: A Repedt Gonghoz (Egy csésze teára) , Rendező: Demeter András (2001)

## Egyéb tevékenységek
- Rendezőasszisztens - Radu Afrim: A néző élete és halála felszínes és ártatlan történetekben elmesélve, rendező: Radu Afrim - 2016
- Temesvári Rádió és Televízió Magyar Adása - 2005/2006
- Nagyváradi Szinkronstúdió - 2004
- Marosvásárhelyi Magyar Rádió - 2002

## Díjak, kitüntetések
- Pro Cultura Timisiensis - 2006